# Биз 1-й
Биз 1-й (Урта-Биз, Тубэк-Биз, Пиязь 1-й) — река в России, протекает по Башкортостану. Устье реки находится в 5,2 км по левому берегу реки Арей. Длина реки составляет 11 км.

## Данные водного реестра
По данным государственного водного реестра России относится к Камскому бассейновому округу, водохозяйственный участок реки — Буй от истока до Кармановского гидроузла, речной подбассейн реки — бассейны притоков Камы до впадения Белой. Речной бассейн реки — Кама.
Код объекта в государственном водном реестре — 10010101112111100016106.